# Diều Sulawesi
Diều Sulawesi (danh pháp hai phần: Nisaetus lanceolatus) là một loài chim săn mồi thuộc Accipitridae. Đây là loài đặc hữu của Indonesia, phân bố tại các khu rừng nhiệt đới của đảo Sulawesiư và các đảo lân cận như Buton, Muna, Banggai và quần đảo Sula. Chế độ ăn uống bao gồm chủ yếu là các loài chim, thằn lằn, rắn và các loài động vật có vú. Loài này được Temminck & Schlegel mô tả năm 1844. Loài này có kích thước trung bình, dài khoảng 64 cm, không có mào.
Loài này được phân bổ rộng rãi trên toàn phạm vi môi trường sống của nó, Diều Sulawesi được đánh giá là loài ít quan tâm theo Sách đỏ IUCN. Nó được liệt kê trong Phụ lục II của CITES.